# María Eizaguirre
María Eizaguirre Comendador (San Sebastián, 28 de abril de 1978) es una periodista y comunicadora española. Desde julio de 2021 es Directora de Comunicación de RTVE. Desde 2021, trabaja activamente en el Benidorm Fest y fue una de las creadoras del festival junto con Eva Mora y Ana María Bordas.distinguido con una mención especial del jurado de los Premios Ondas 2023. Eizaguirre también es impulsora del proyecto de participación ciudadana de la Corporación RTVE  "La Gran Consulta", proyecto por el que ha recibido diversos premios.
Ha dirigido diversos espacios informativos, entre ellos el de Protagonistas, por el que recibió el premio Antena de Oro de Radio 2005. Desde agosto de 2012 hasta julio de 2013 fue la directora del Telediario Fin de Semana de La 1 (TVE) presentado por Oriol Nolis y Raquel Martínez.  En septiembre de 2013, asumió la dirección del Telediario 2 de La 1 (TVE), presentado por Ana Blanco. Desde septiembre del 2018 a mayo de 2021 fue directora del Canal 24 Horas de TVE.

## Biografía
Nació en San Sebastián y desde pequeña estuvo en contacto con el periodismo ya que su madre trabajaba en el Diario Vasco.

### Formación
Se licenció en Comunicación Audiovisual en la Universidad de Navarra (1996-2000). En 2001 formó parte del Máster de RNE creado en el Instituto de Radio Televisión Española. Es máster en "Educación y Nuevas Tecnologías" en la Universidad a Distancia de Madrid (2012-2013). En 2016-2017 se formó en el ISDI International Seminar Digital Transformation - Silicon Valley y en 2018 completó su formación sobre transformación digital en Harvard (International Seminar Digital Transformation) y en la UCLA Anderson School of Management (Programa internacional Women 50 sobre "Consejos de administración y liderazgo femenino"). En 2019 se doctoró en Ciencias de la Información en la Universidad Complutense de Madrid con la tesis: Información y Televisión: La llamada "Pena del Telediario".

### Trayectoria profesional
Su primer trabajo como periodista fue en Radio Nacional de España como locutora-redactora del programa Buenos Días con Julio César Iglesias (2000-2001). Posteriormente fue editora del informativo de RNE de España a las 6, 7 y 8 (2001-2002), editora de informativos de RNE de Radio 5 Todo Noticias (2002-2004), editora del programa Protagonistas con Luis del Olmo en Punto Radio (2004-2008). Fue directora del programa Backstage en Radio 5 y del 2008 a 2012 fue editora de los Boletines Informativos de RNE. 
En agosto de 2012 asumió la edición del Telediario Fin de Semana  presentado por Oriol Nolis y Raquel Martínez (2012-2013). De 2013 a 2018 fue editora del Telediario 2.ª Edición presentado por Ana Blanco. Desde septiembre de 2018 es editora del Canal 24 horas de TVE.
Eizaguirre es también profesora del máster en periodismo de radio y televisión de la Escuela Superior de Imagen y Sonido CES.
En diciembre de 2018 fue puntuada por el Comité de Expertos en el puesto número 6 entre las 20 personas candidatas para presidir RTVE tras la selección realizada entre 95 candidaturas aceptadas al concurso público.
Desde mayo de 2021 es Directora de Comunicación y Participación de la Corporación de Radio Televisión Española.

### Benidorm Fest
Conocida como MEC en el mundo eurofan, María Eizaguirre forma parte del núcleo impulsor del Benidorm Fest y es responsable del festival y de toda la campaña de Eurovisión. 

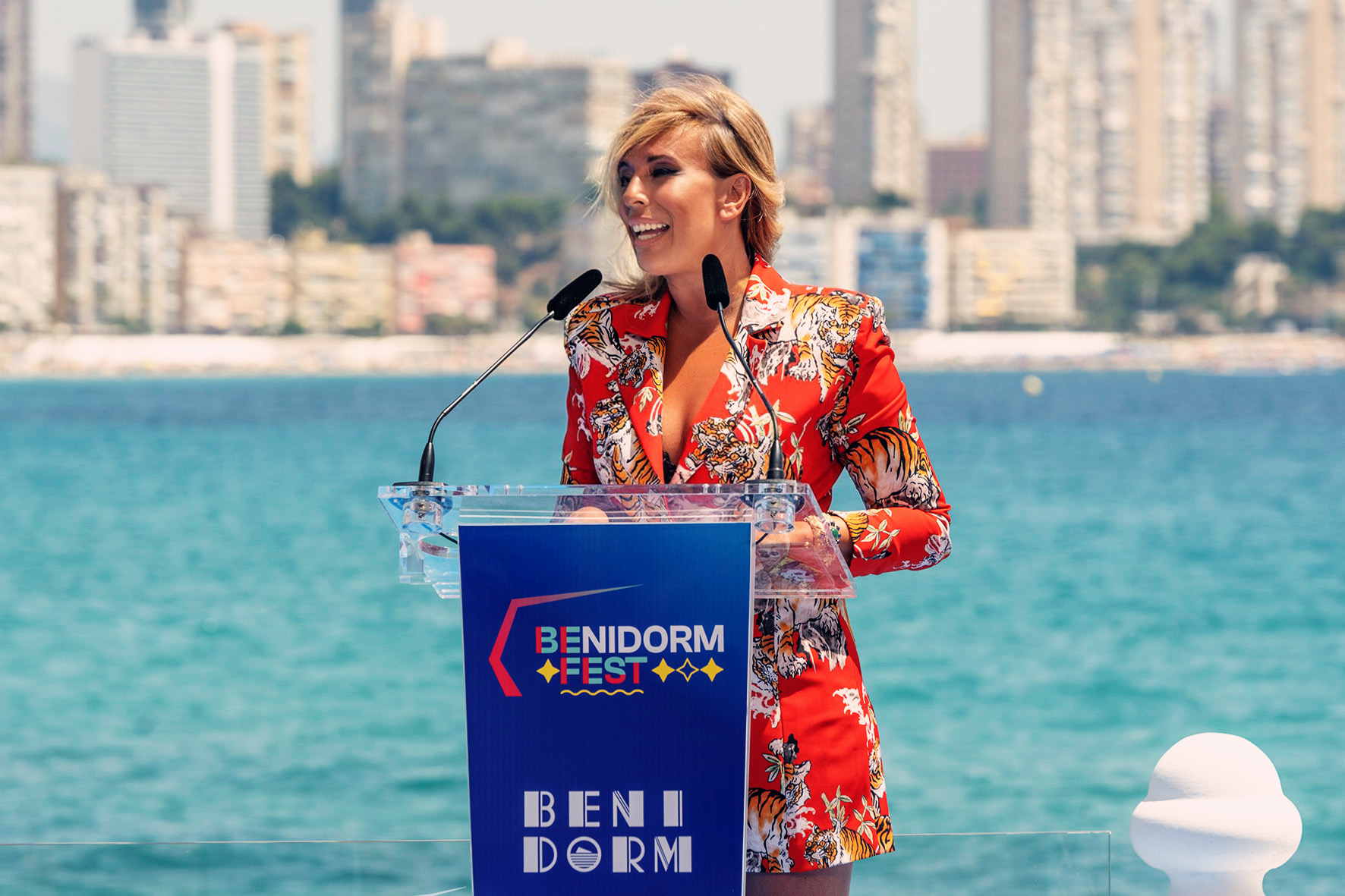
María Eizaguirre anunciando en Benidorm la convocatoria del Benidorm Fest 2023

Fue uno de sus primeros retos que asumió como directora de Comunicación y Participación de RTVE. En julio de 2021 el presidente de la Corporación José Manuel Pérez Tornero anunció la nueva apuesta de RTVE por el festival con el acuerdo de la Generalitat de Valencia y el Ayuntamiento de Benidorm. Como foco se situó reto de revitalizar el Festival de Eurovisión en España con el impulso de un plan de trabajo para recuperar la ilusión del mítico concurso. De hecho, en 2022 España alcanzó la tercera posición con Chanel, el mejor puesto desde la edición de 1995.
Entre los premios recibidos tras dos ediciones del Benidorm Fest se encuentran el Diversa 2023, el premio del FesTVal de Vitoria, el premio Turismo Ciudad de Benidorm, el premio Turismo de la Comunidad Valenciana, Premio Especial Aquí TV, el Premio Empresarial Vocento al Posicionamiento de Marca y tres Premios Iris de la Academia de Televisión.
Eizaguirre es, además, la autora del claim «el festival que quieres, el que tú quieres» que ha ayudado a potenciar la popularidad del Benidorm Fest. El lema conecta con la frase "La RTVE que quieres" de la campaña de participación ciudadana "La gran consulta", pionera en España con el objetivo de impulsar y fortalecer la escucha ciudadana desde la responsabilidad como medio de comunicación público en la que se han recibido 140.000 respuestas ciudadanas por la que ha recibido diversos premios.
En mayo de 2023 fue invitada a exponer ambos proyectos "La gran consulta" y "Benidorm Fest"  en el Parlamento Europeo como referencia de iniciativas de participación ciudadana llevadas a cabo por la Corporación con el objetivo de acercarse a la audiencia, crear un vínculo con la población más joven y difundir valores de diversidad social y cultural en una jornada inaugurada por la presidenta Roberta Metsola para abordar el papel de las televisiones europeas en el futuro de la Unión.

## Igualdad y tecnología
Entre sus focos de trabajo destacan el desarrollo tecnológico e innovación en la sociedad de la información y la igualdad de género. En octubre de 2013 participó en la presentación del II Plan de acción para la Igualdad de Mujeres y Hombres en la Sociedad de la Información desarrollado por el Instituto de la Mujer destacando las oportunidades y riesgos para las mujeres en las TIC.
En febrero de 2018 participó en la jornada "Igualdad en las radiotelevisiones públicas: del compromiso a la práctica" analizando la responsabilidad de los medios de comunicación en la lucha contra la violencia de género y el papel educativo de los medios para avanzar en la igualdad y en marzo de 2018 en el Encuentro Responsable 'La fórmula de la igualdad' de RTVE en la semana del Día Internacional de la Mujer.

## Premios y reconocimientos
- 2005 Antena de oro Categoría radio como editora de los Servicios informativos de Protagonistas.
- 2018 Premio "Talento sin género" en la categoría "Medios de Comunicación". EJE&CON Asociación Española de Ejecutiv@s y Consejer@s[31][32]
- 2018 Premio "Liderazgo mujer profesional" de FEDEPE Federación Española de Mujeres Directivas.[7]
- 2018 Premio "Embajadora Inspiring Girls".[33]
- 2022 Premio Escaparate de la Televisión por la campaña "RTVE, la que quieres"[23]
- 2022 Premio a la Mejor Iniciativa en Comunicación Ciudadana por La Gran Consulta[34]
- 2022 Premio Alegría de Vivir[35]
- 2022 Premio Iris de la Crítica de la Academia de la Televisión.[36]
- 2023 Premio Diversa 2023 por el Benidorm Fest[22]
- 2023 Reconocida entre las 500 españolas más influyentes en 2023.[37]

## Publicaciones
- La llamada pena del telediario en Noticias, las justas. El reto de adaptar el lenguaje jurídico a la sociedad (2016) Sergio Martín (Coordinador), María Eizaguirre Comendador, Alberto Palomar, América Valenzuela, Almudena Vigil y Enrique Dans. Ed. Wolters Kluwer[38][39]
- 100 días en estado de alarma: la democracia confinada (Última línea, 2020). ISBN:9788418492020